# Boncourt (Pas-de-Calais)
Boncourt (Nederlands: Beukenhout) is een dorp in de Franse gemeente Fléchin in het departement Pas-de-Calais. Boncourt ligt een kilometer ten zuidwesten van het dorpscentrum van Fléchin.

## Geschiedenis
Oude vermeldingen van de plaats dateren uit de 12de eeuw als Bocot, Bocolt en Bechout. De naam is van Frankische oorsprong en is een samenstelling van de Frankische vorm voor "boek/beuk" en holt/hout ("bos"), dus "Beukenhout". Later is deze Nederlandse naam enigszins verfranst naar de huidige Franstalige naam "Boncourt"
De kerk van Boncourt was vroeger een hulpkerk van Laires.
Op het eind van het ancien régime werd Boncourt een gemeente. In 1822 werd de gemeente (113 inwoners in 1821) al opgeheven en samen met Cuhem aangehecht bij de gemeente Fléchin.

## Bezienswaardigheden
- De Église Saint-Pierre heeft een kerkklok uit 1400 die werd geklasseerd als monument historique in 1908. Een 15de-eeuwse graftegel met koperen inlegwerk werd in 1911 geklasseerd.